# Freialdenhoven
Freialdenhoven is een plaats in de Duitse gemeente Aldenhoven, deelstaat Noordrijn-Westfalen, en telt 993 inwoners (2012).